# Dechi
| ֽ   | Silluq           |  | ֫ ֥  | Ole we-Jored        |
| ֑   | Etnachta         |  | ֗   | Rewia gadol         |
| ֝ ֗  | Rewia Mugrasch   |  | ֓ ׀ | Schalschelet gedola |
| ֮   | Zarqa (Trope)    |  | ֗   | Rewia qaton         |
| ֭   | Dechi            |  | ֡   | Pazer               |
| ֤ ׀ | Mahpach legarmeh |  | ֨ ׀ | Asla legarmeh       |

| ֣ | Munach        |  | ֥ | Mercha       |
| ֬ | Illuj         |  | ֖ | Tipcha       |
| ֢ | Atnach hafuch |  | ֤ | Mahpach      |
| ֨ | Qadma         |  | ֓ | Schalschelet |
| ֘ | Zinnorit      |  |  |              |

## Symbol
Das Symbol von Dechi sieht aus wie das Symbol von Tipcha, wird aber vor das Wort gesetzt. Dechi ist ein präpositionaler Akzent, das bedeutet, dass der Akzent dem Wort vorangeht. Das Zeichen kann auf der Tonsilbe wiederholt werden, wenn diese nicht die erste Silbe des Worts ist.

## Grammatik
Ein disjunktiver Akzent der 1. Ebene wird als Kaiser bezeichnet, disjunktive Akzente der zweiten Ebene werden König genannt, und die disjunktive Akzente der 3. Ebene sind Herzöge, während ein  disjunktiver Akzent der 4. Ebene ein Graf ist. Dechi ist ein disjunktiver Akzent der dritten Ebene und hat dabei die Aufgabe des Herzogs vor Etnachta oder vor dem König Rewia mugrasch.
Ein Vers kann in ein, zwei oder drei Stichen geteilt sein. Ein nur aus einer Stiche bestehender Vers ohne Atnach wird durch Dechi unterteilt.
Ein Dechi-Segment kann als untergeordnetes Trennzeichen ein Azla legarmeh enthalten und als weiteren entfernten Trenner ein Pazer.
Dechi kann alleine stehen, oder ein vorangehendes konjunktives Zeichen haben. Hat Dechi eine Konjunktion, so ist dieses Munach, als weitere Konjunktion kann davor ein Mahpach oder ein Zinnorit-Mahpach vorkommen.

## Vorkommen
| ספרי אמ"ת סִפְרֵי אֱמֶת                                                                            | ספרי אמ"ת סִפְרֵי אֱמֶת |
| --------------------------------------------------------------------------------------------- | ------------------ |
| Sifre Emet [siɸre ʔɛmɛt] deutsch ‚Bücher Emet‘, bzw. ‚Bücher der Wahrheit‘                    |                    |
| אִיוֹב                                                                                          | (Ijob)             |
| מִשְלֵי                                                                                          | (Sprichwörter)     |
| תְהִלִּים                                                                                         | (Psalmen)          |
| Anfangsbuchstaben der Bücher Ijob , Sprichwörter und Psalmen bilden zusammen das Merkwort אֱמֶת |                    |

Dechi zählt zu den Ta’amei Sifrei Emet טַעֲמֵי סִפְרֵי אֱמֶ"ת, den Teamim der Bücher Emet. Die Tabelle zeigt das Vorkommen der beiden Formen in diesen drei poetischen Büchern.
| Teil des Tanach | Dechi |
| --------------- | ----- |
| Psalmen         | 1412  |
| Ijob            | 645   |
| Sprüche         | 657   |
| Gesamt          | 2684  |